# 149th Fighter Wing

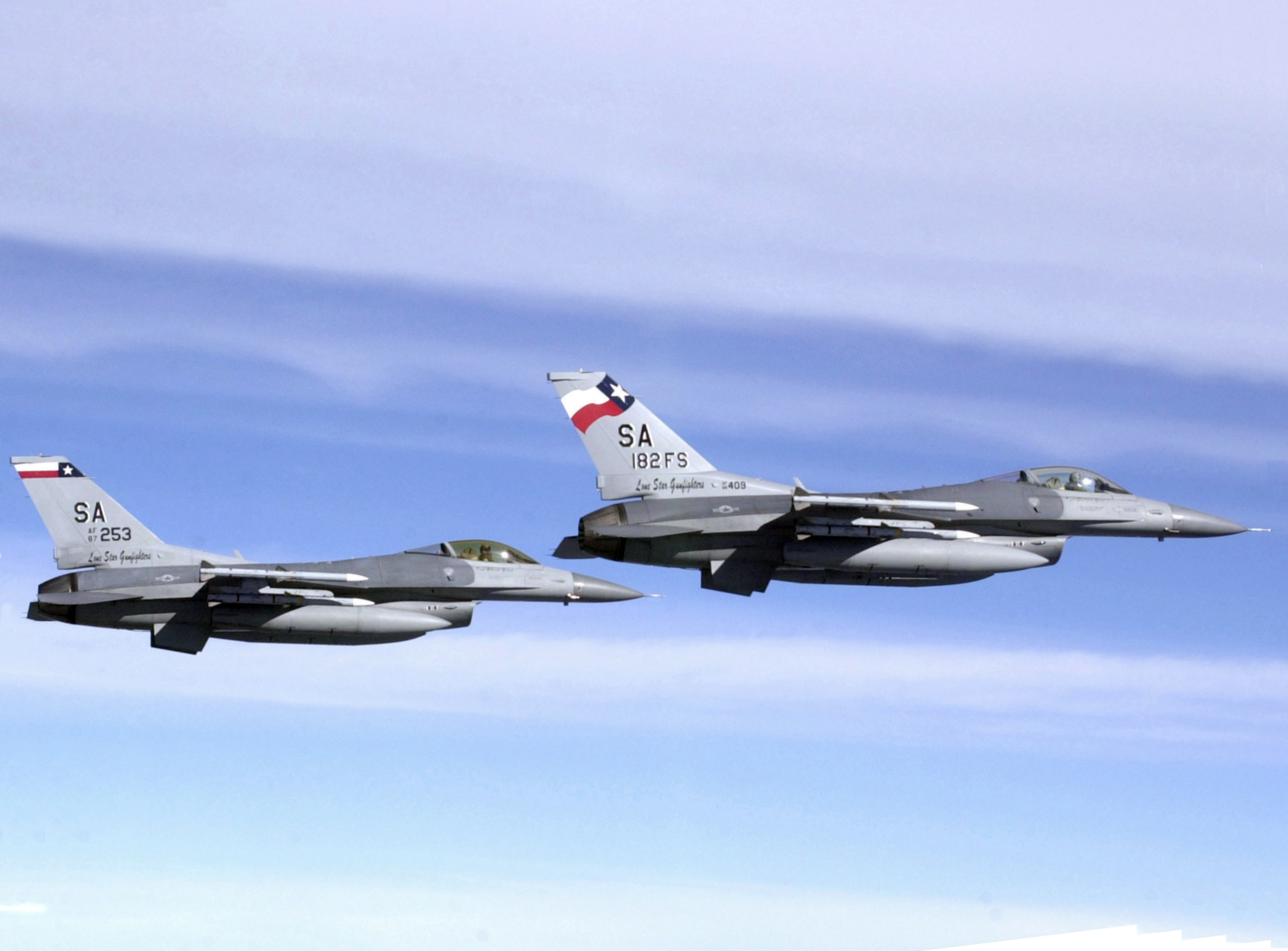
F-16C/D dello Stormo

Il 149th Fighter Wing è uno Stormo da caccia della Texas Air National Guard. Riporta direttamente all'Air Education and Training Command. Il suo quartier generale è situato presso il Kelly Field Annex, Joint Base San Antonio-Lackland, nel Texas.

## Organizzazione
Attualmente, al settembre 2017, esso controlla:
- 149th Operations Group, codice visivo di coda SA
  - 149th Operations Support Flight
  -  182nd Fighter Squadron - Equipaggiato con F-16C/D
  - Detachment 1 Yankee Range
  - 209th Weather Flight
- 149th Maintenance Group
  - 149th Aircraft Maintenance Squadron
  - 149th Maintenance Squadron
- 149th Mission Support Group
  - 149th Civil Engineer Squadron
  - 149th Communications Flight
  - 149th Information Resources Management
  - 149th Logistics Readiness Squadron
  - 149th Mission Support Flight
  - 149th Security Forces Squadron
  - 203rd Security Forces Squadron
  - 204th Security Forces Squadron
- 149th Medical Group
- 273rd Cyber Operations Squadron